# Abudefduf taurus
Abudefduf taurus és una espècie de peix de la família dels pomacèntrids i de l'ordre dels perciformes.

## Morfologia
Els mascles poden assolir els 25 cm de longitud total.

## Distribució geogràfica
Es troba a l'Atlàntic occidental (des del sud de Florida -Estats Units- fins al Carib i el nord de Sud-amèrica) i a l'oriental (Cap Verd i des del Senegal fins a Angola).